# Рылов, Валерий Дмитриевич
Вале́рий Дми́триевич Рылов (30 сентября 1919, Яранск, Вятская губерния — 16 июля 1944, Литва) — сержант Рабоче-крестьянской Красной Армии, участник Великой Отечественной войны, Герой Советского Союза (1944).

## Биография
Валерий Рылов родился 30 сентября 1919 года в городе Яранск. С 1936 года проживал в Туркменской ССР, окончил там среднюю школу. Учился на биологическом факультете Молотовского государственного университета, окончил три его курса.
В сентябре 1941 года Рылов был призван на службу в Рабоче-крестьянскую Красную Армию. С лета 1942 года — на фронтах Великой Отечественной войны.
К июню 1944 года гвардии сержант Валерий Рылов командовал отделением роты связи 201-го гвардейского стрелкового полка 67-й гвардейской стрелковой дивизии 6-й гвардейской армии 1-го Прибалтийского фронта.
Отличился во время освобождения Витебской области Белорусской ССР. 24 июня 1944 года Рылов в числе первых переправился через Западную Двину в районе деревни Буй Бешенковичского района и проложил линию связи между плацдармом и командованием полка, после чего поддерживал её бесперебойность, оперативно устраняя порывы на линии, был ранен, но продолжал выполнять свою задачу. 16 июля 1944 года Рылов погиб в бою. Похоронен в деревне Римша Игналинского района Литвы.
Указом Президиума Верховного Совета СССР от 22 июля 1944 года за «образцовое выполнение заданий командования и проявленные мужество и героизм в боях с немецкими захватчиками» гвардии сержант Валерий Рылов посмертно был удостоен высокого звания Героя Советского Союза. Также посмертно был награждён орденом Ленина.
В честь Рылова названа улица в Туркменбашы, Дукштасе и Карабогазе, установлен бюст в Карабогазе.